# Erhard Schmitt
Erhard Schmitt (* 8. Januar 1908; † 6. April 1990) war ein deutscher Ingenieur und von 1970 bis 1974 Direktor der Bundesanstalt Technisches Hilfswerk (THW).

## Leben
Schmitt absolvierte ein Studium der Elektrotechnik an der Technischen Hochschule München, das er 1933 mit der Diplomprüfung erfolgreich abschloss. Nachdem er in der Industrie tätig gewesen war, erhielt er eine spezielle Ausbildung im Bereich Brandschutz. Im Jahr 1938 trat er in die Reichsanstalt für Luftschutz ein, die dem Reichsluftfahrtministerium unterstand. 
Nach dem Ende des Zweiten Weltkriegs arbeitete Schmitt ab 1946 in München und Regensburg sowohl in der Industrie als auch im staatlichen Brandschutz. Im Jahr 1952 wechselte er ins Bundesministerium des Innern, wo er bis 1969 für wissenschaftlich-technische Fragen verantwortlich war. In dieser Zeit fühlte er sich eng mit der Gründung und den ersten Schritten des Technischen Hilfswerks verbunden.
Im August 1969 wurde er zum Vizepräsidenten des Bundesamtes für zivilen Bevölkerungsschutz ernannt. Ab dem 1. Juli 1970 übernahm er auf Anweisung des Bundesministers des Innern zusätzlich zu seinen Aufgaben als Vizepräsident den Posten des THW-Direktors und löste damit Hans Zielinski ab.
Am 31. Januar 1974 trat Schmitt in den Ruhestand und wurde wiederum von seinem Vorgänger Hans Zielinski abgelöst. Er erhielt im gleichen Jahr das Verdienstkreuz erster Klasse des Verdienstordens der Bundesrepublik Deutschland.